# Кара (область)
Кара (фр. Région de la Kara) — область в Того. Площадь области Кара составляет 11 630 км². Численность населения равна 769 940 человек (на 2010 год). Плотность населения — 66,20 чел./км². Административный центр области — город Кара.

## География
Область Кара расположена на севере Того. К северу от неё находится область Саванн, к югу — Центральная область. На западе от Кара проходит государственная граница Того с Ганой, на востоке — государственная граница с Бенином.

## Административное деление

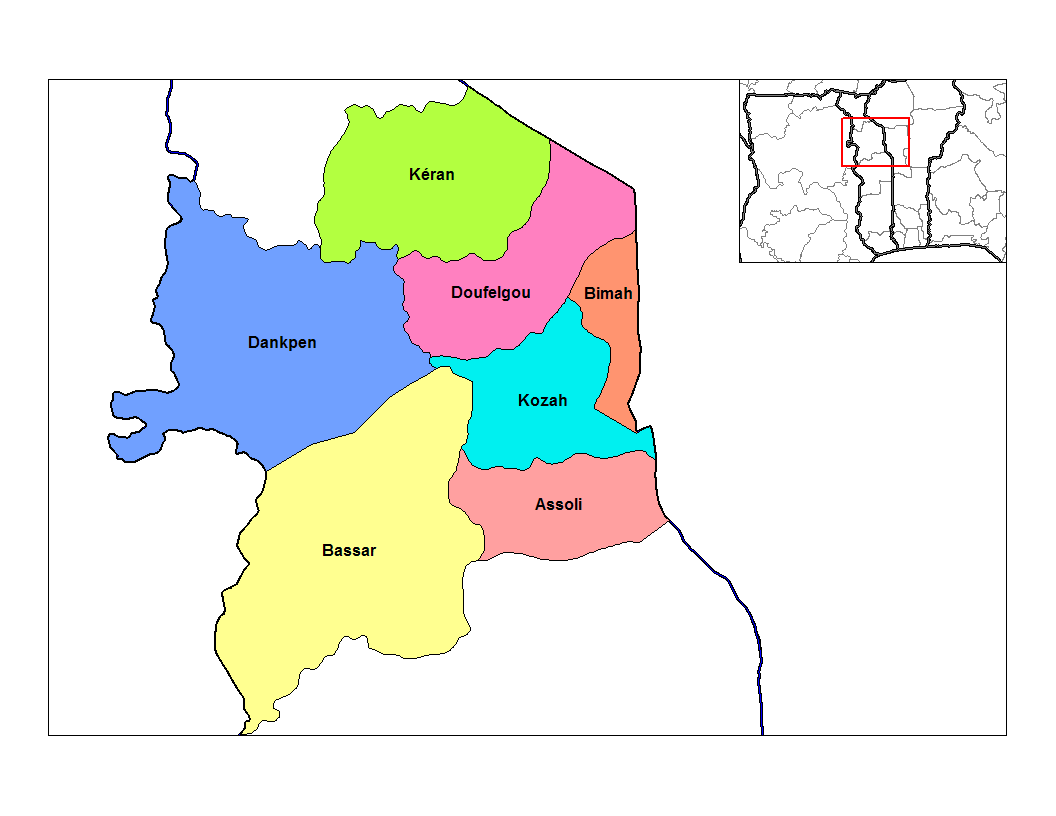
Префектуры области Кара.

В административном отношении область разделена на 7 префектур:
- Керан
- Дуфелгу
- Бина
- Коза
- Ассоли
- Бассар
- Данкпен